# The Bow
The Bow es un edificio de oficinas de 158 000 m² actualmente en construcción para la sede de EnCana Corporation y Cenovus Energy, que se separó de Encana a finales de 2009. El rascacielos está siendo construido en downtown Calgary, Alberta y será la torre de oficinas más alta de Canadá fuera de Toronto, título que pertenece actualmente a Suncor Energy Centre West Tower, también en Calgary. The Bow también es considerado el inicio de la replanificación de Downtown East Village. Se espera que sea completado en el primer trimestre de 2012.

## Historia

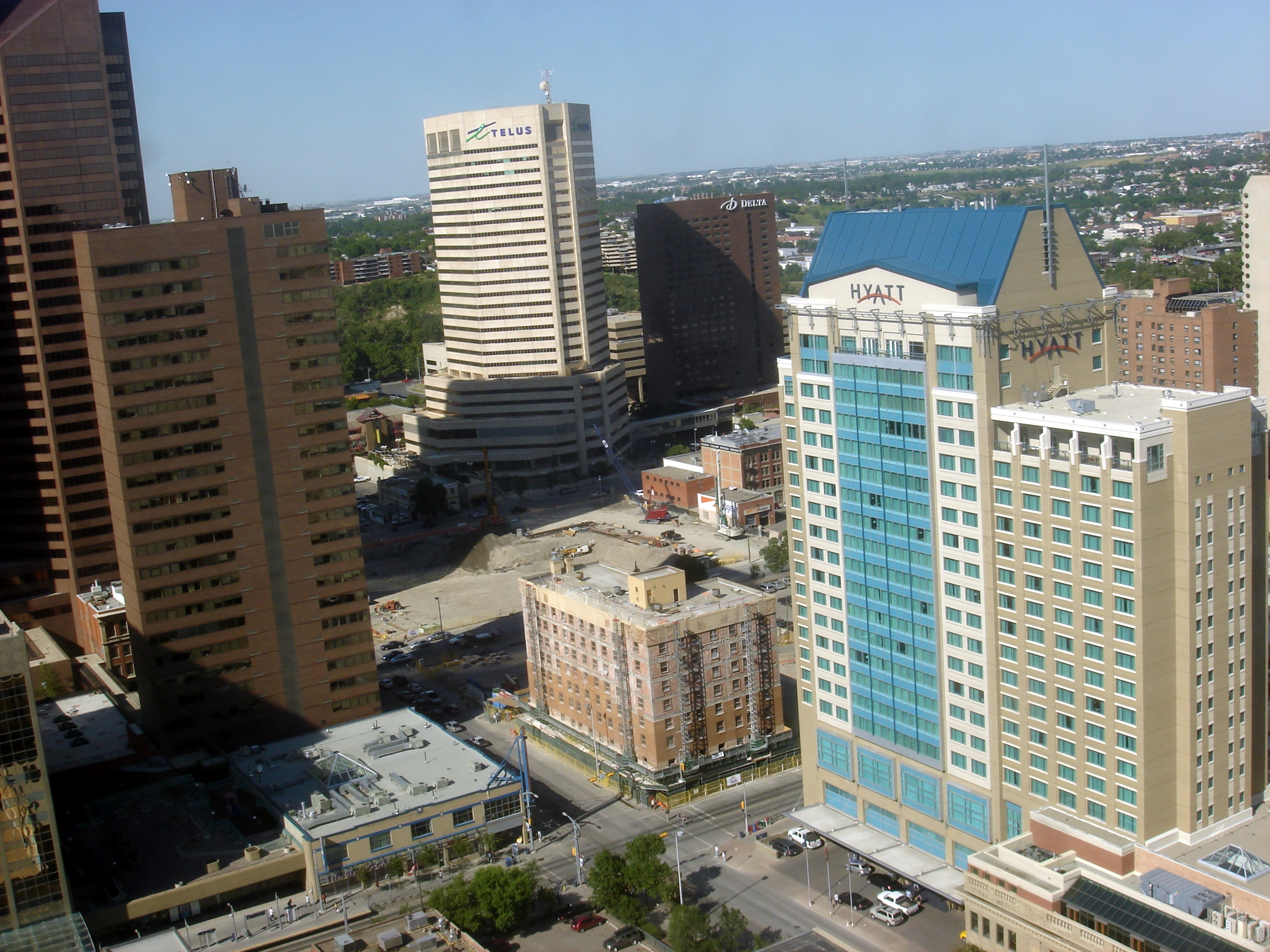
Futura localización de The Bow; el York Hotel se incorporará al complejo

### Primer proyecto
La propuesta del edificio alto se anunció en 2006 por EnCana Corporation, la segunda productora de gas natural más grande de América del Norte. Los primeros diseños sugerían que el proyecto consistiría en un complejo de torres (quizás dos o más) sobre dos manzanas. La más alta de esas torres tendría 60 plantas de altura, lo que le haría más alto que la torre más alta de Canadá Occidental, el Suncor Energy Centre (también en Calgary). Informes contradictorios sugerían que sería una sola torre de unas 70 plantas y posiblemente por encima de 1000 pies (305 m) de altura, convirtiéndole en el edificio más alto de Canadá. Otras fuentes sugerían un complejo de dos torres que cubría la superficie de dos manzanas, con una segunda torre de 40 o 50 plantas conectada a la primera torre en la planta sexta por encima de la Sexta Avenida. Las afirmaciones oficiales declararon que la torre tendría 58 plantas, con 247 metros (810 pies) de altura. 
La sociedad de gestión a cargo del proyecto es Matthews Southwest, establecida en Texas, con servicios arquitectónicos suministrados por la compañía inglesa Foster and Partners & Zeidler Partnership Architects de Calgary.

### The Bow anunciado
El proyecto declarado en la solicitud de permiso de desarrollo se llama The Bow, por su forma de media luna y la vista del Río Bow. El 12 de octubre de 2006, Foster and Partners reveló los primeros diseños para la nueva torre.
El proyecto albergaría eventualmente dos compañías separadas ocupando cada una el mismo espacio: Encana Natural Gas, con más de 3.000 empleados en Calgary, y Cenovus Energy, con más de 3.600 empleados en la ciudad. Ambas compañías están situadas en la actualidad en muchos lugares por todo el centro de la ciudad. Con el espacio de oficinas total estimado en 158.000 metros cuadrados, se espera que el complejo sea el más grande de Canadá. Las torres serán la construcción más alta de Canadá desde la finalización de Canadá Trust Tower en Brookfield Place, Toronto en 1990.  Se estima que los costes de construcción alcancen $ 1.400 millones. La construcción comenzó en junio de 2007, y se espera que sea completada en 2012. La altura de la torre fue reducida a 236 m debido a preocupaciones por las sombras. Cuando la torre sea completada se convertirá en el 149.º edificio más alto del mundo.
El 9 de febrero de 2007, EnCana vendió los activos del proyecto de oficinas The Bow a H&R Real Estate Investment Trust por $70 millones, mediante la firma de un contrato de arrendamiento de 25 años que empezaría después de la finalización del proyecto en 2011.
A finales de junio de 2007, la compañía anunció que la Portrait Gallery of Canada no se trasladaría desde Ottawa a the Bow.

### Construcción
La construcción comenzó el 13 de junio de 2007, al empezar el trabajo en ambos lados de la Sexta Avenida entre Centre Street y 1st Street East. La Sexta Avenida estaba siendo excavada, tras el cierre de la parcela (21 de agosto de 2007) y el aparcamiento subterráneo de seis plantas sería construido en una zona de dos manzanas, en los lados norte y sur de la Sexta Avenida.
Un edificio histórico vecino - The York Hotel, que fue construido entre 1929 y 1930 usando el estilo eduardiano de Arquitectura Comercial – fue demolido para dejar espacio para el Nuevo edificio. Por la importancia histórica del York Hotel era importante preservar todo lo razonable para incorporarlo al nuevo edificio "The Bow". Entre el 70 y el 80 por ciento de los ladrillos han sido salvados y se usarán para reconstruir dos de los muros exteriores del hotel. Los ladrillos marrones suministrado originalmente por Clayburn Brick en Abbotsford y los frisos moldeados de hormigón han sido retirados, numerados y graficados para mostrar la ubicación original. Los ladrillos y frisos serán puestos en el nuevo edificio en su ubicación original. Lo restante del edificio fue demolido antes de lo previsto por el contratista de demolición y medio ambiente Hazco, de Calgary. Se usó una gran grúa para subir una excavadora en la azotea del York y fue usada para demoler el edificio planta por planta.
Se vertió hormigón sobre los cimientos continuamente más de 36 horas los días 11 y 12 de mayo de 2008, siendo la más grande de su clase de Canadá, y la tercera más grande del mundo después de Howard Hughes Center en Los Ángeles y Sama Tower (Al Durrah Tower) en Dubái. Una parte de los 14.000 m 3 (18.000 cuyd) de hormigón llenaron los cimientos de 3000 metros cuadrados (32 000 ft²).
La erección de la superestructura de acero por encima del nivel del suelo comenzó en octubre de 2008 con la instalación de la primera de las dos grúas de torre pesadas Favelle Favco.
La construcción fue detenida brevemente en diciembre de 2008 debido a una falta de financiación de $400 millones, necesaria para terminar el trabajo.  El proyecto continúa avanzando a pesar de los problemas de financiación no resueltos.
En abril de 2009, una torre secundaria del proyecto, el edificio de 200 000 pies cuadrados (20 000 m²) planeado para una parcela al sur de la torre principal, fue detenida por al menos dos años. La torre principal, sin embargo, está prevista que continúe, habiendo asegurado $475 millones restantes requeridos para la finalización de la estructura.
El 8 de junio de 2010, the Bow sobrepasó a Suncor Energy Centre como el edificio más alto de Calgary. Suncor Energy Centre, de 215 metros (705 pies) de altura, fue el edificio más alto de la ciudad hasta 1984. La adición de una viga de acero, parte de las plantas 55 y 57, elevó the Bow a 218 metros (715 pies).

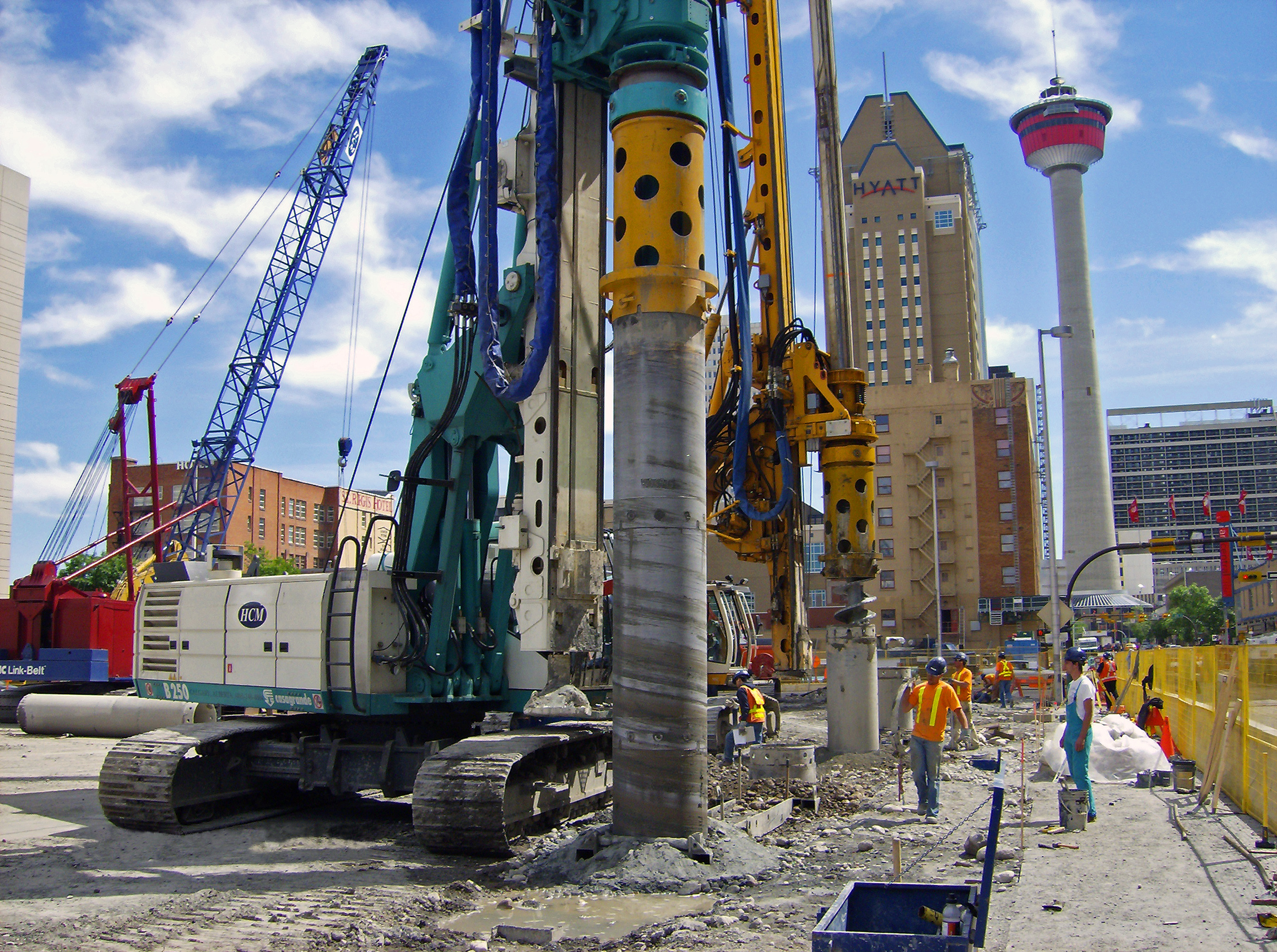
La construcción implicó la construcción de un sistema de apuntalamiento de los muros de los pozos de cimentación (julio de 2007)
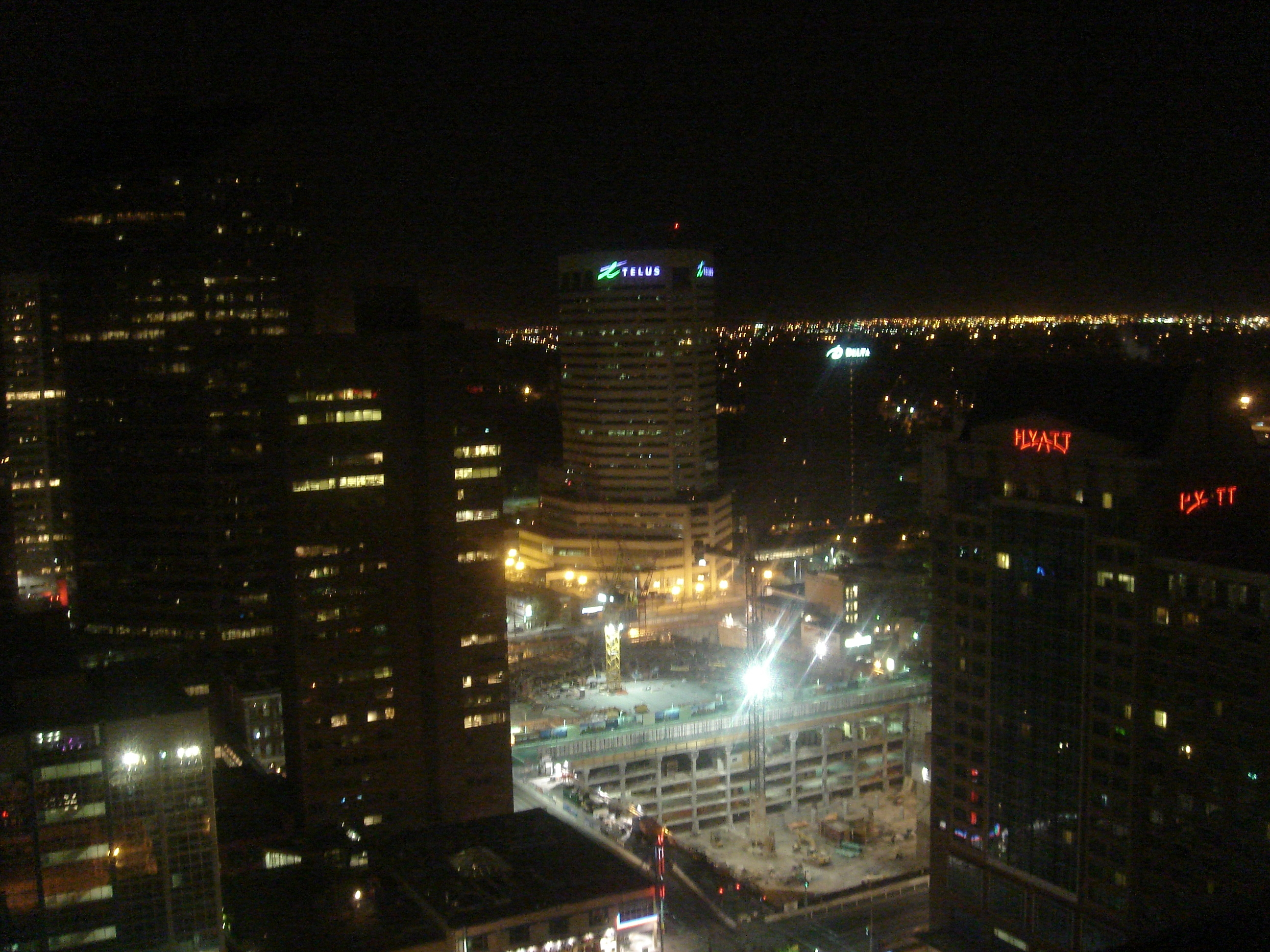
Construcción del aparcamiento subterráneo de seis plantas bajo la Sexta Avenida en septiembre de 2008
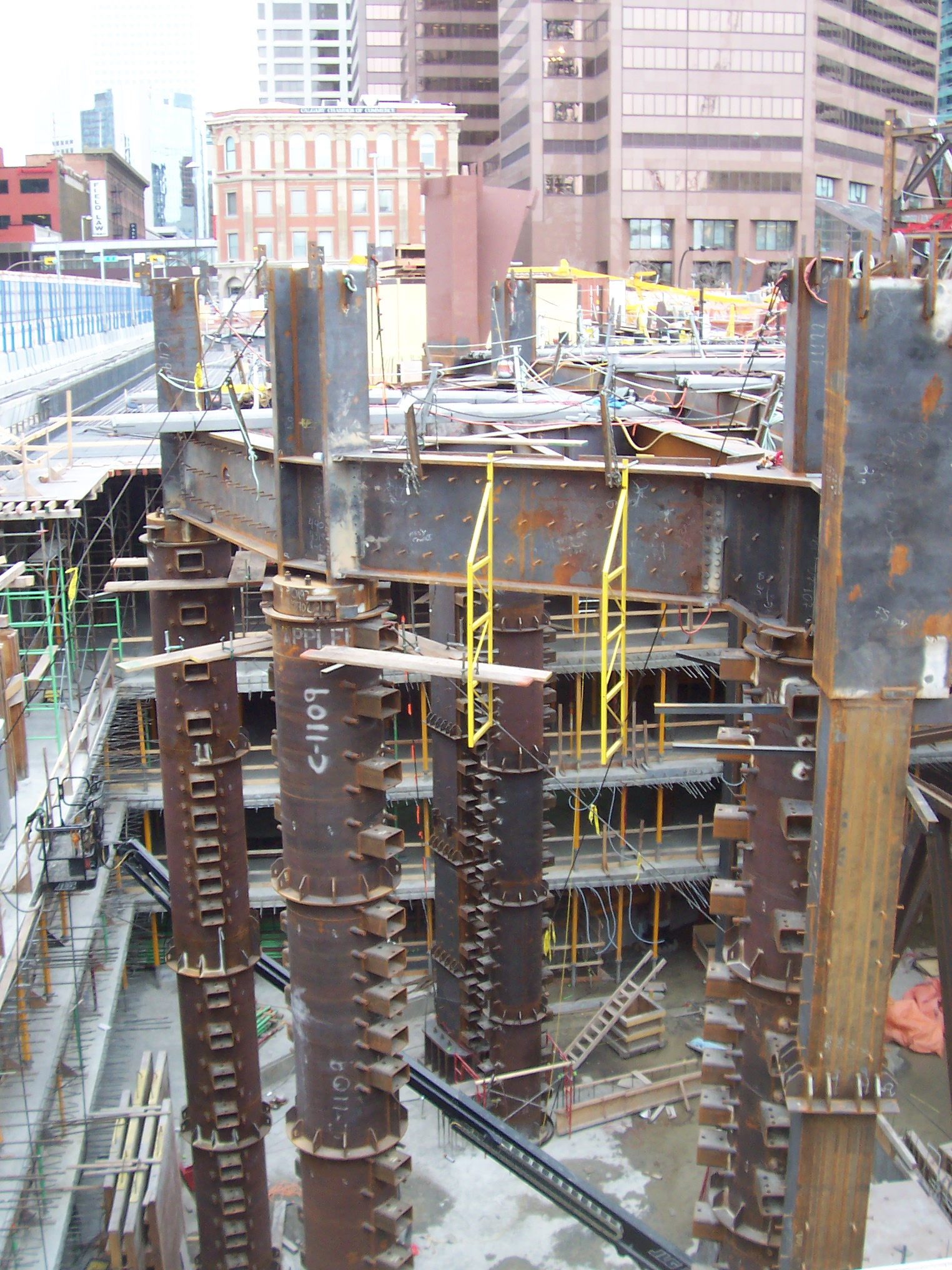
Vista de los cimientos de la torre principal en octubre de 2008
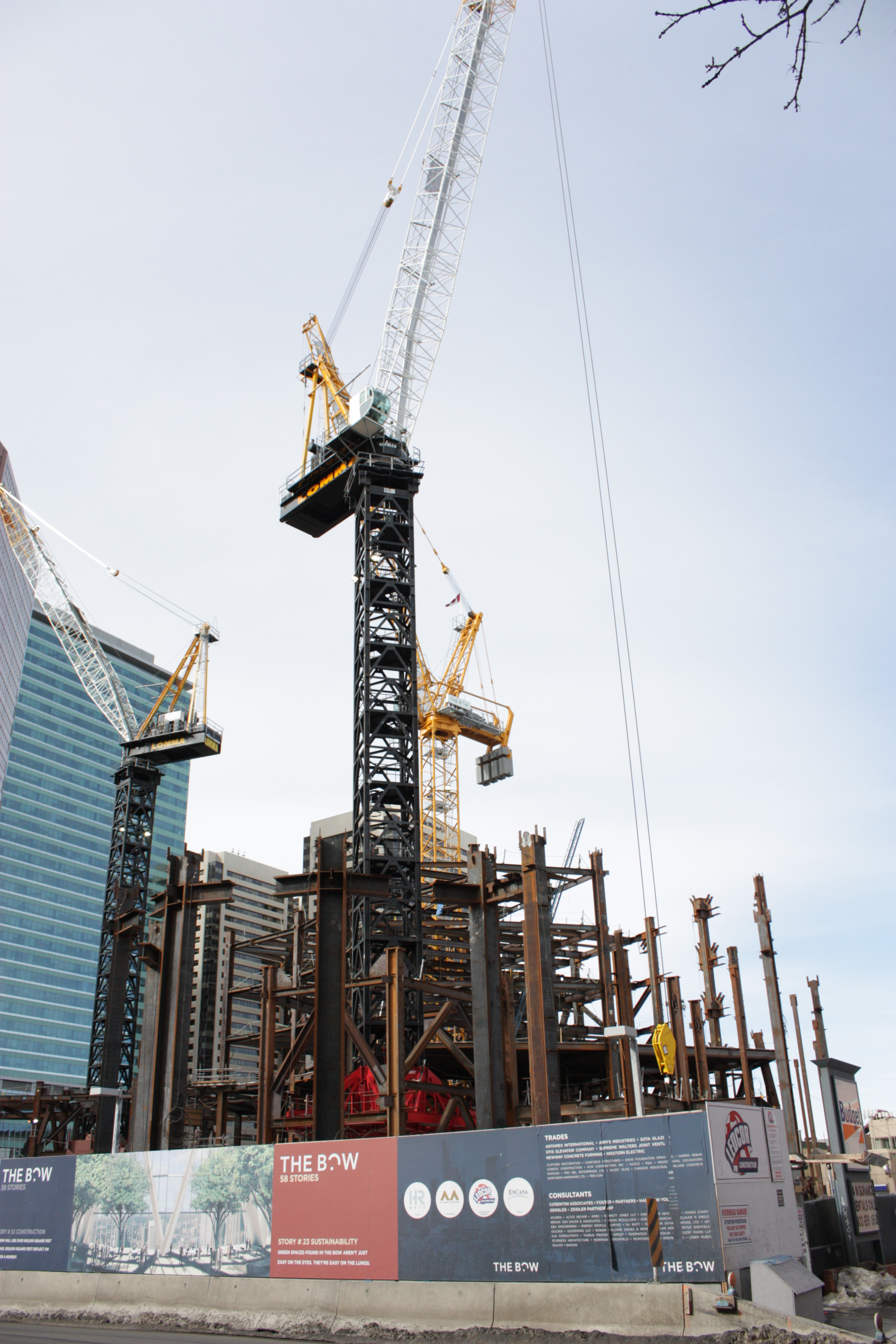
La construcción por encima del nivel del suelo en marzo de 2009
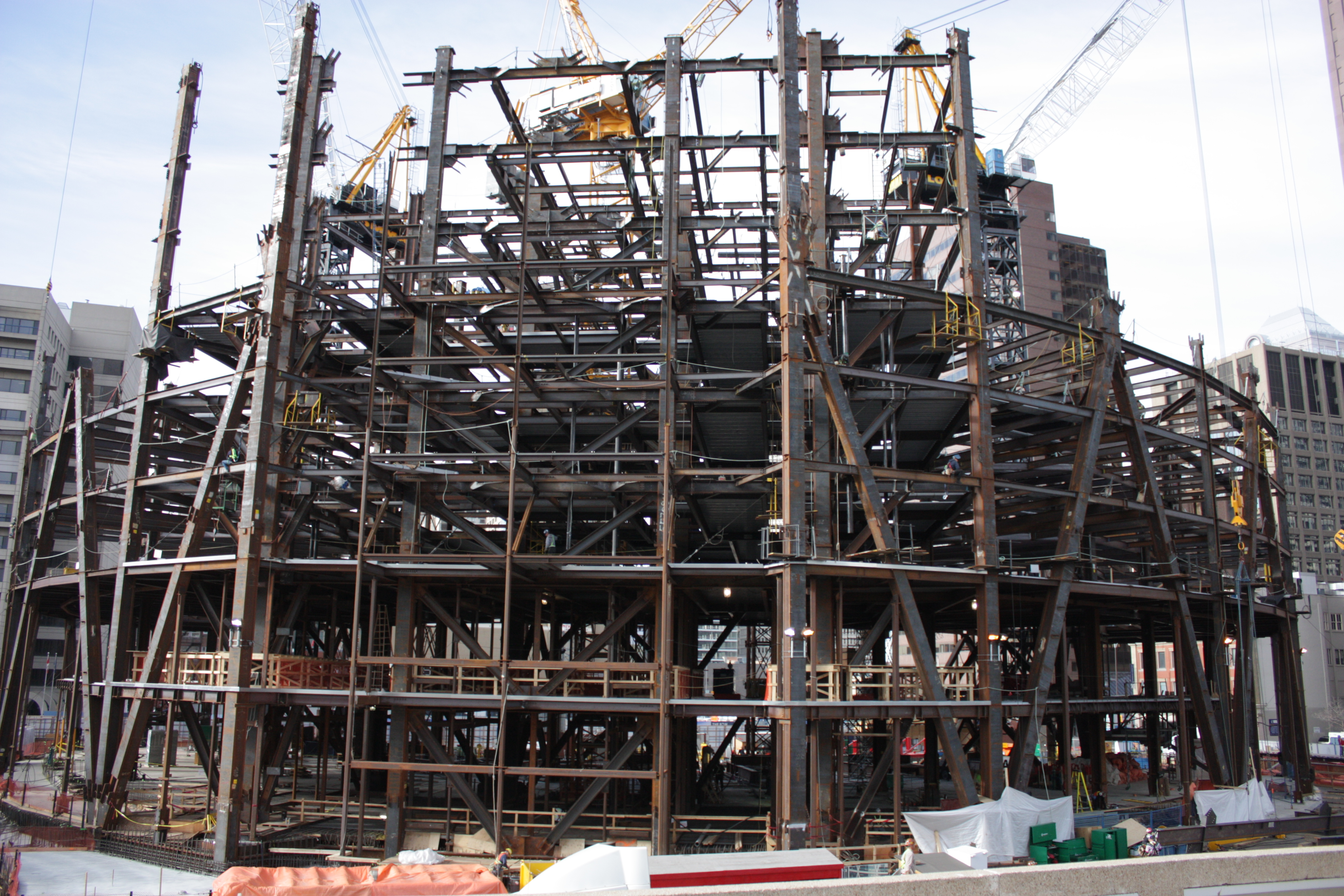
La construcción en abril de 2009
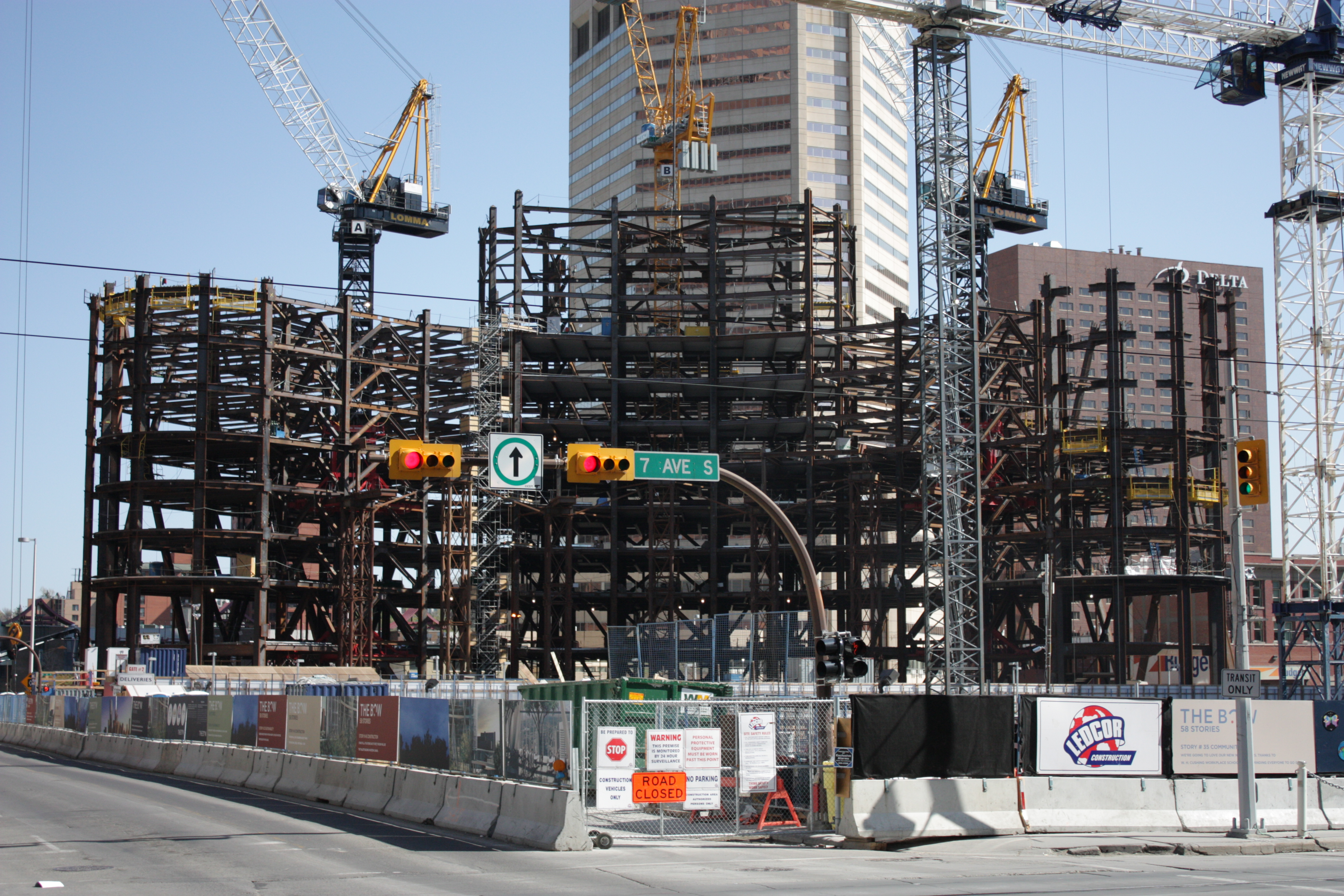
La construcción en mayo de 2009
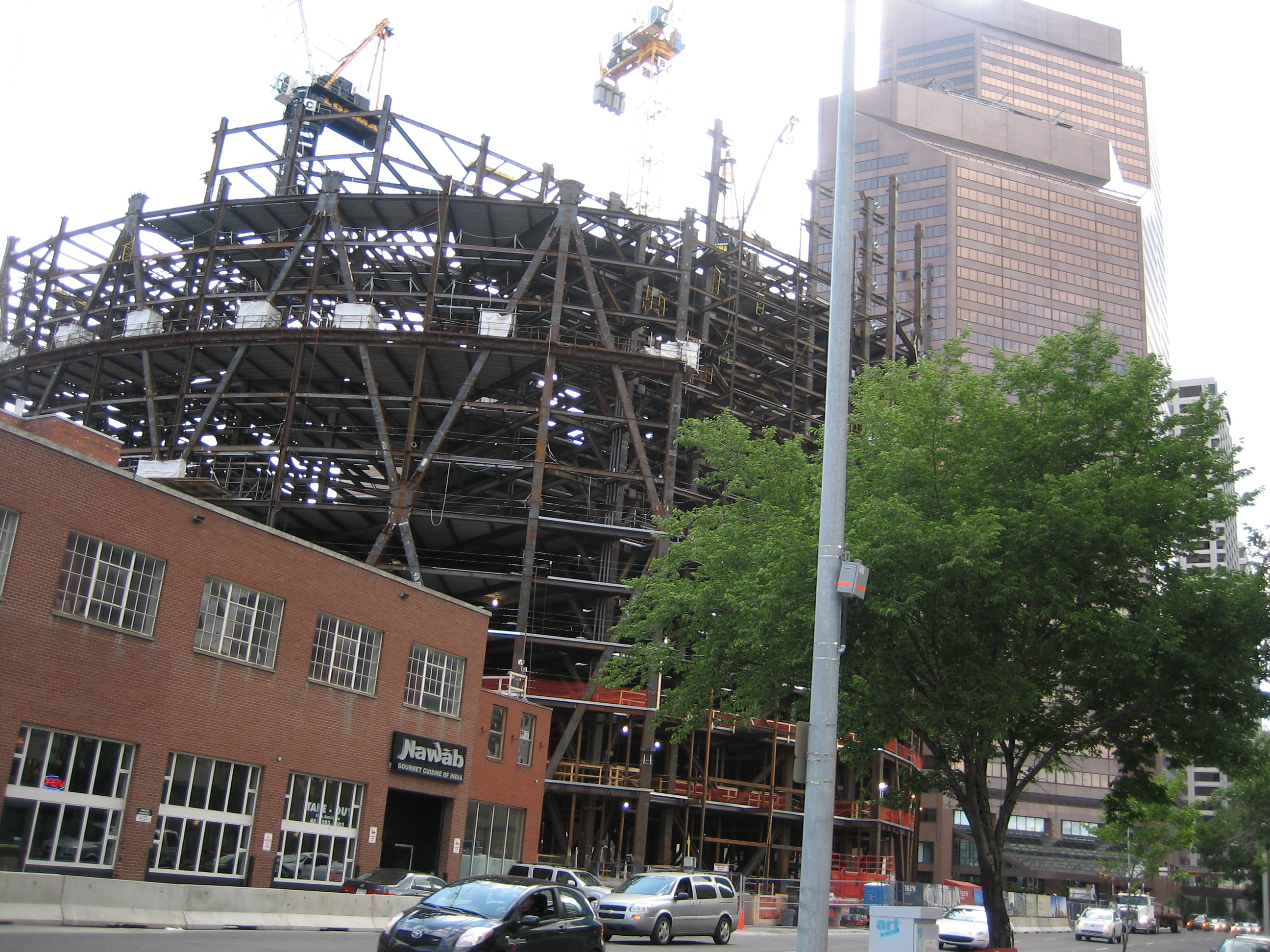
La construcción en julio de 2009
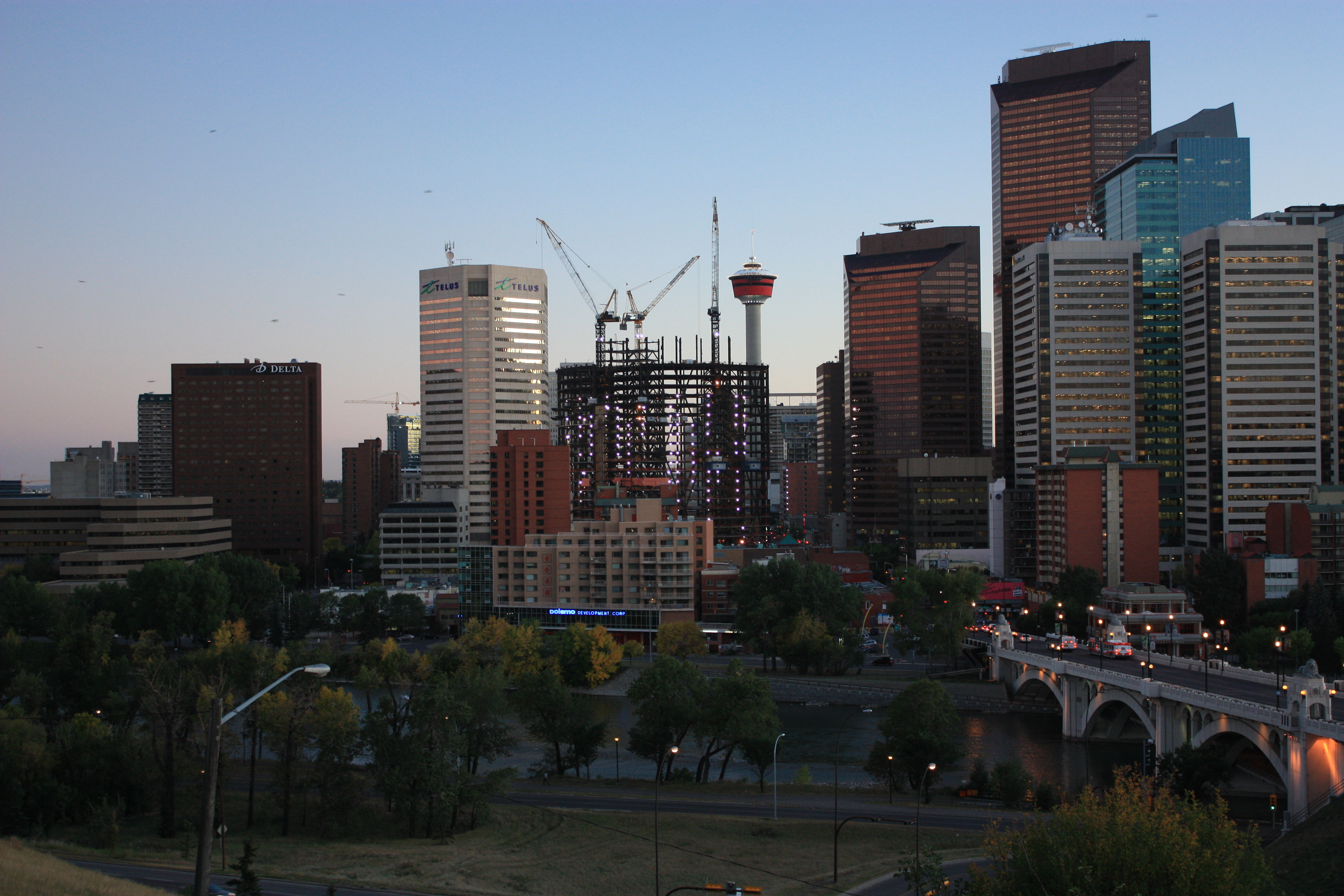
La construcción de The Bow vista desde Crescent Heights en septiembre de 2009
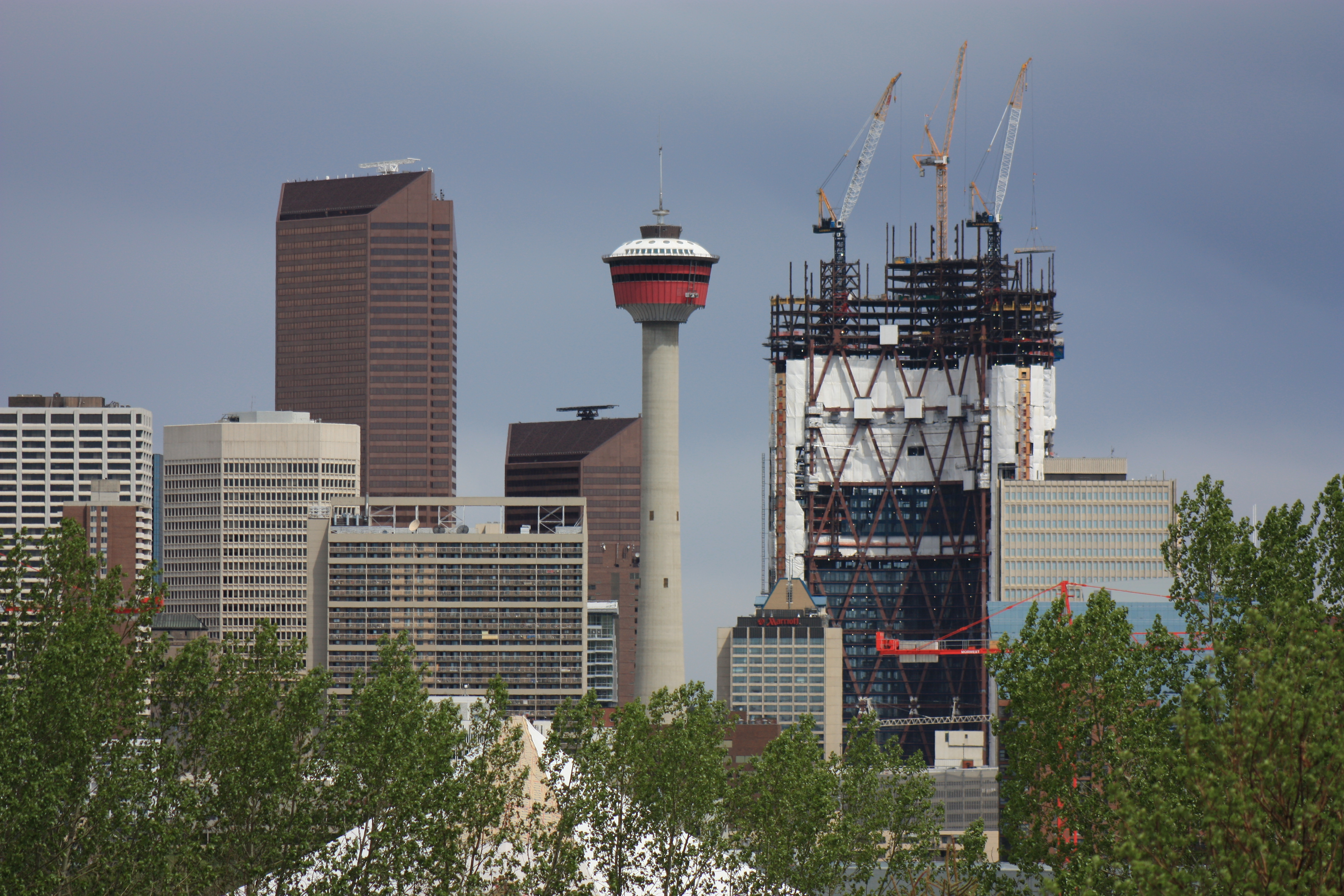
The Bow, visto desde St. Mary's Cemetery en mayo de 2010
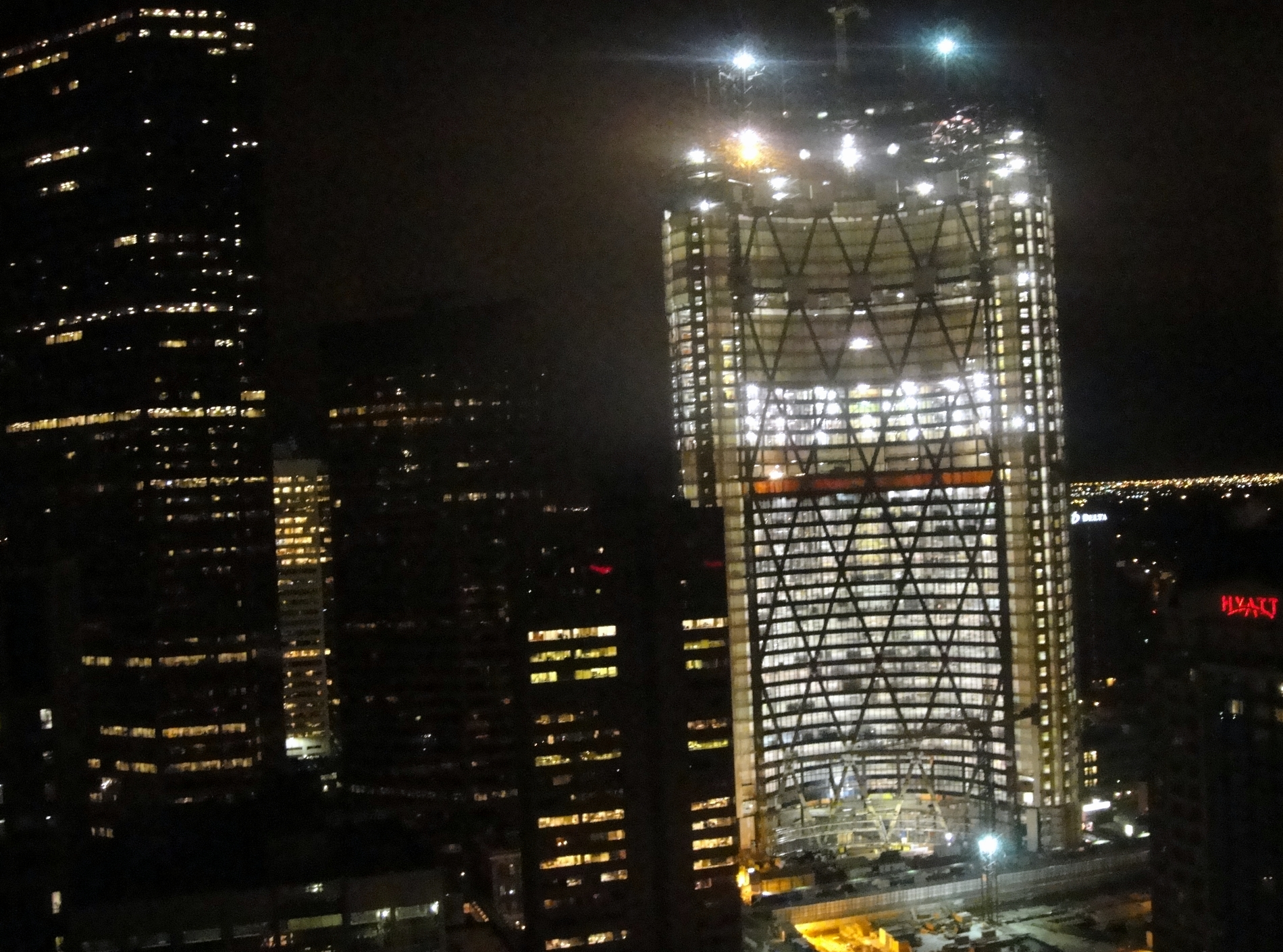
La construcción en junio de 2010
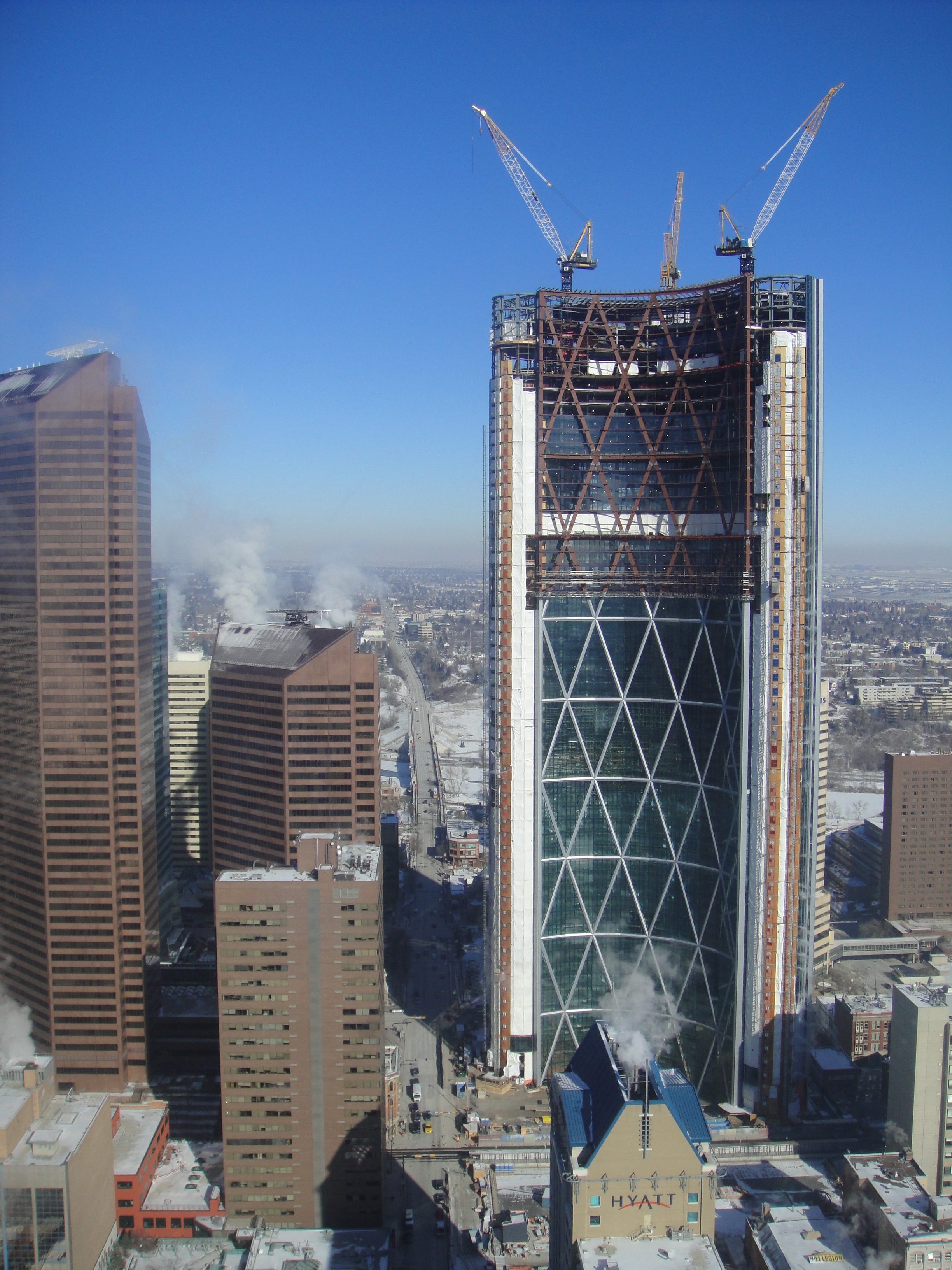
El edificio coronado
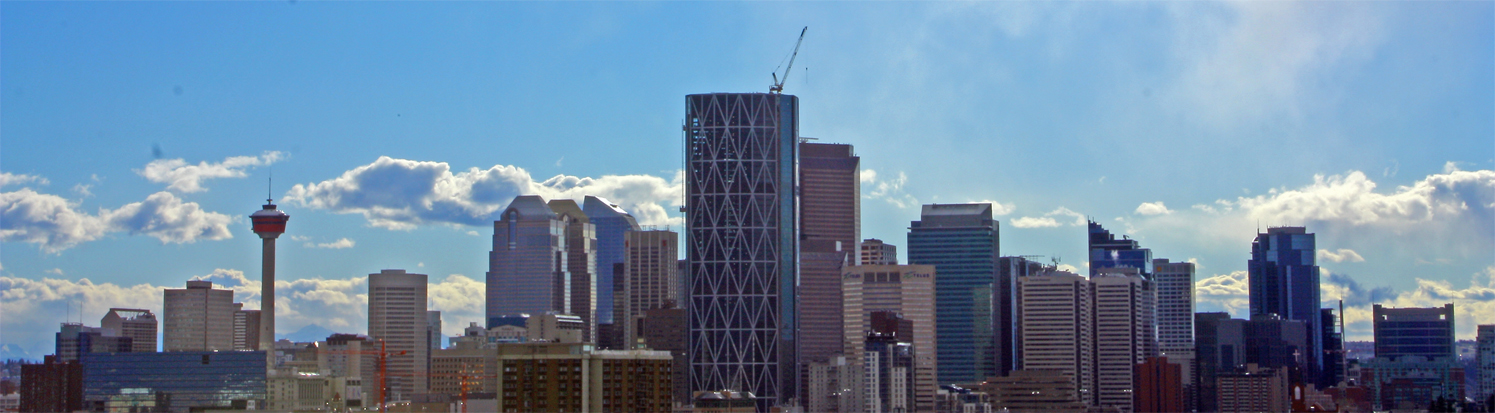
La construcción en mayo de 2011 desde Tom Campbell's Hill en Bridgeland

## Arte público

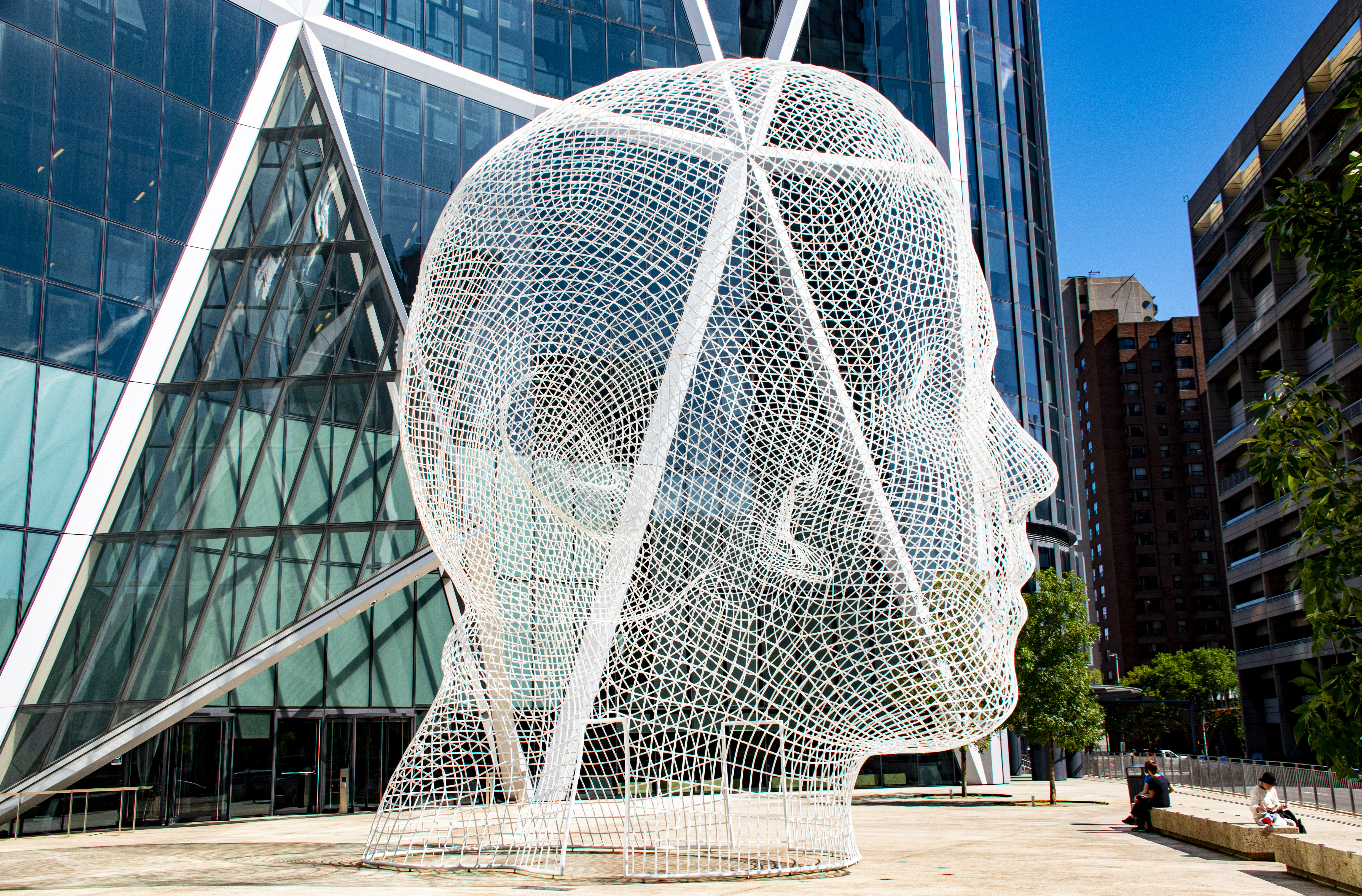
Wonderland de Jaume Plensa en The Bow Calgary (Canadá) - 2019

Encana confirmó oficialmente el 16 de junio de 2008 que Jaume Plensa, un artista más famoso por la Crown Fountain en Chicago, había sido elegido para completar dos importantes instalaciones de arte público para el proyecto.

## Detalles del edificio
- Altura: 236 m (774 ft)[20]
- 58 plantas
  - 2 plantas comerciales - 200.000 sq ft (19.000 m²)
  - 3 plantas - sky gardens, espaciadas aproximadamente cada 18 plantas (sky lobbies), servidas por ascensores exprés
  - 53 plantas de oficinas - 1.700.000 sq ft (158.000 m²)
  - 4 plantas técnicas
  - En total más de 84 000 metros cuadrados (904 000 ft²) de cristal
- Footprint: 190.000 ft2 (17.700 m²)
- Aparcamiento: 1.400 plazas de aparcamiento (6 plantas, abarcando dos parcelas en ambos lados de la Sexta Avenida)
- Conexiones a la red +15 mediante pasadizos elevados a edificios vecinos (Telus Vuilding, Suncor Energy Centre, Hyatt Regency Calgary)

Fuente: Encana Corporation